# 柳梁镇
柳梁镇，原为柳梁乡，是中华人民共和国甘肃省平凉市庄浪县下辖的一个乡镇级行政单位。2018年3月撤乡设镇。区划代码改为620825113。

## 行政区划
柳梁镇下辖以下地区：
大庄村、孟山村、李山村、阳洼村、徐家村、周蒲村、李堡村、下岔村、川边村、赵岔村、柳梁村、吊咀村、张陈村、陈山村、柳渠村、乱庄村、阳坡村和河湾村。